# Germán Garmendia
Germán Alejandro Garmendia Aranis (* 25. April 1990 in Copiapó) ist ein chilenischer Youtuber, Singer-Songwriter, Comedian und Schriftsteller. Er wurde durch seinen YouTube-Kanal HolaSoyGerman bekannt, auf dem er humorvolle Videos über Alltagssituationen hochlädt. Im Jahr 2013 gründete er seinen Videospiel-Kanal JuegaGerman, der schließlich seinen vorherigen Kanal an Abonnenten übertreffen sollte.
Im Jahr 2016 wurde er der erste Youtuber, der zwei Diamant-Plaketten erhielt. Neben seiner YouTube-Karriere entwickelte er eine Musikkarriere mit Bands wie Zudex, Feeling Every Sunset und Ancud; außerdem veröffentlichte er mehrere Solosongs. Im April 2016 veröffentlichte er sein erstes Buch, #ChupaElPerro. Im Jahr 2018 veröffentlichte er ein weiteres Buch, Di Hola. Er wurde für seine YouTube-Kanäle gelobt. Bei den MTV Millennial Awards gewann er 2014 und 2015 die Kategorien Digital Icon und Master Gamer. Von der Washington Post wurde er als einer der größten YouTube-Stars, von der BBC als einer der beliebtesten und vom Time Magazine als einer der einflussreichsten bezeichnet.
Am 16. Mai 2024 wurde der Kanal JuegaGerman der erste spanischsprachige YouTube-Kanal, der die Marke von 50 Millionen Abonnenten überschritt, und der erste spanischsprachige YouTube-Kanal, der die im Volksmund als „Rubin-Plakette“ bekannte Auszeichnung erhielt, die an Schöpfer verliehen wird, die diese Abonnentenzahl übertreffen.
Derzeit ist sein Kanal JuegaGerman der 72. Kanal der Welt und hat 53,1 Millionen Abonnenten und ist der fünftgrößte Youtuber der Welt.

## YouTube-Karriere
In seinen Videos macht er sich über Alltagsprobleme lustig. Am Anfang des Jahres 2014 haben seine Videoaufrufe die 1-Milliarde-Grenze überschritten und im Juli 2015 die 2-Milliarden-Grenze.

## Kontroverse
HolaSoyGerman wurde mehrfach von der spanischen YouTube-Community der Bot-Nutzung zur Erhöhung der „Likes“ beschuldigt. Ein YouTuber soll in einem seiner frühen Videos gesehen haben, dass er unter seinen Favoriten eine Bot-Webseite gespeichert hat. Der Youtuber soll die Information durch ein Video verbreitet haben und HolaSoyGerman habe sich dann in einem Video dazu geäußert, dass die Vorwürfe falsch seien.